# 陳進 (弘治進士)
陳進（1478年—？），字崇志，浙江台州府太平縣人，民籍，明朝政治人物。

## 生平
弘治十七年（1584年）甲子科浙江鄉試第二十三名舉人。弘治十八年（1505年）中式乙丑科會試第二十七名，三甲第一百五十九名進士。

## 家族
曾祖陳仁訓；祖父陳弘鞏；父陳茂楊，母趙氏。永感下。